# Мезофаза
Мезофа́за — це проміжний термодинамічний стан речовини. Найчастіше мова йде про рідкокристалічну фазу як про проміжну фазу між твердим тілом та рідиною.
Приклад:
- Карбонізована мезофаза (англ. carbonaceous mesophase) — рідинно-кристалічний стан пеку, в якому видно дископодібні нематичні рідкі кристали.
  - Сферично-карбонізована мезофаза — фаза, що має ламелярну структуру з плоских ароматичних молекул, розташованих у паралельних шарах, перпендикулярних до сферо-ізотропної фазової поверхні розділу.